# Roy Choudhury
Souren K. „Roy” Choudhury (ur. 21 stycznia 1946) – indyjski strzelec, olimpijczyk. 
Brał udział w Letnich Igrzyskach Olimpijskich 1972 i Letnich Igrzyskach Olimpijskich 1980. Na obu startował w konkurencji karabinu małokalibrowego leżąc z odległości 50 m, w której zajmował odpowiednio: 99. miejsce (na 101 zawodników) i 44. miejsce ex aequo z dwoma zawodnikami (na 56 sportowców).
W 1970 roku zajął ósme miejsce na igrzyskach azjatyckich w konkurencji karabinu małokalibrowego z trzech pozycji z odległości 50 m.

## Wyniki olimpijskie
| Igrzyska | Konkurencja                       | Wynik                            | Miejsce | Źródło |
| -------- | --------------------------------- | -------------------------------- | ------- | ------ |
| IO 1972  | Karabin małokalibrowy leżąc, 50 m | 567 punktów (93-95-97-96-92-94)  | 99      | [ 2 ]  |
| IO 1980  | Karabin małokalibrowy leżąc, 50 m | 588 punktów (98-98-98-100-96-98) | 44T     | [ 3 ]  |